# كارل فايزر
كارل فايْزر Karl Weiser (ولد في مدينة آلسفيلد الواقعة في ولاية هسن حاليا في 29 يوليو 1848- ومات في فايمار في 30 يوليو 1913) هو كاتب وممثل ومخرج مسرحي وشاعر ألماني.

## حياته
بعد أن أنهى كارل فايزر سنوات الدراسة, انضم إلى فرقة مسرحية متجولة, ثم عمل في مسرح مدينة كونيجسبورج.
وفي عام 1837 انتقل للعمل في مسرح كارلسروهه, وظل يعمل به حتى عام 1880. ثم عمل لمدة عامين في مسرح هامبورغ, حتى استدعاه جيورج الثاني دوق زاكسن ومايننج للعمل ممثلا في مسرح مدينة مايننج, وظل هناك حتى عام 1892.
وفي خريف 1892 انتقل للعمل مخرجا مسرحيا في المسرح الملكي في فايمار. وفي عام 1910 اعتزل كارل فايزر المسرح بسبب سوء حالته الصحية, ومات بعد يوم واحد من عيد ميلاده الثامن والستين في 30 يوليو 1913 في فايمار.

## من أعماله
- على حدود الزمن 1898 (مسرحية)
- إيروتيكا 1889 (مجموعة قصائد)
- أغنية حبي العالية 1869 (مجموعة قصائد)
- الملك ذو اللحية الزرقاء 1881 (مجموعة أقاصيص)
- النور والحب والحياة 1878 (مجموعة قصائد)
- بينيلوبه 1896 (مسرحية هزلية)